# White Pebbles
Pour plus de détails, voir Fiche technique et Distribution.
White Pebbles est un film américain réalisé par Richard Thorpe, sorti en 1927.

## Synopsis
Le ranch de Bess Allison est la cible de vols de bétail. Lorsqu'en plus deux de ses employés sont trouvés morts, elle fait appel à un vieil ami de son père. Zip Wallace, le fils de cet ami, vient à sa place, et se fait passer pour un pied-tendre. Les deux corps ont été retrouvés avec des cailloux blancs sous leur tête, et l'on pense que leur meurtrier est aussi le voleur de bétail. Sam Harvey, le contremaître du ranch, a des soupçons sur la vraie raison de la présence de Zip et va tenter de lui faire endosser un autre meurtre. Mais Ah Wung, le cuisinier chinois, réalisant que Bess aime Zip, va avouer les deux meurtres, en indiquant que les victimes étaient de mèche avec Harvey pour voler le bétail. Harvey tire sur Ah Wung mais il est rattrapé par Zip alors qu'il tentait de s'échapper.

## Fiche technique
- Titre original : White Pebbles
- Réalisation : Richard Thorpe
- Scénario : Betty Burbridge
- Photographie : Ray Ries
- Production : Lester F. Scott Jr.
- Société de production : Action Pictures
- Société de distribution : Pathé Exchange
- Pays de production :  États-Unis
- Langue originale : anglais
- Format : noir et blanc — 35 mm — 1,37:1 — Film muet
- Genre : Western
- Durée : 5 bobines
- Date de sortie :
  - États-Unis : 7 août 1927

## Distribution
- Wally Wales : Zip Wallace
- Olive Hasbrouck : Bess Allison
- Walter Maly : Sam Harvey
- Tom Bay : "Happy" Bill
- Harry Todd : Tim
- K. Nambu : Ah Wung